# Heartbreak Hotel (Elvis-Presley-Lied)

Label der Single Heartbreak Hotel von Elvis Presley, deutsche Erstpressung, 1956

Heartbreak Hotel ist ein Rock-’n’-Roll-Song von Elvis Presley aus dem Jahr 1956. Das von Mae Boren Axton und dem Gitarristen Tommy Durden geschriebene Stück wurde Presleys erster Hit in den Pop-Charts. Auf der Liste der 500 besten Singles aller Zeiten des Musikmagazins Rolling Stone belegte der Song bis 2021 Platz 45. In der Neuauflage erreichte der Titel Platz 347.

## Entstehung
Presley hatte im November 1955 von Sun Records zu RCA Records gewechselt. Für den 10. Januar 1956 hatte der Produzent Steve Sholes eine erste Aufnahmesession mit ihm in Nashville anberaumt, in der der „Sun-Records-Sound“ imitiert werden sollte. Als Begleitung standen Bill Black (Bass), Scotty Moore (Gitarre), Floyd Cramer (Klavier) und D.J. Fontana (Schlagzeug) zur Verfügung. Insgesamt entstanden am 10. und 11. Januar 1956 fünf Songs, darunter als zweite Aufnahme das bluesige Heartbreak Hotel, das von Mae Boren Axton (der Mutter von Hoyt Axton) und dem Gitarristen Tommy Durden geschrieben worden war. In den Credits wird als Dritter auch Presley genannt.
Axton war für den Elvis-Manager Colonel Tom Parker als lokale Public-Relations-Managerin in Florida tätig und analysierte die Situation: „Bei Elvis fehlt noch der Millionenseller. Ich werde ihn schreiben.“ Um die inspirierende Zeitungspassage “I walk a lonely street” baute Axton dann innerhalb von 22 Minuten den 8-taktigen Blues über das verlassene Lyrische Ich und die Metapher eines Hotels für gebrochene Herzen. Sholes benutzte dabei den Studiozugang, um das hörbare Gesangsecho zu erzeugen, das den bluesigen Eindruck verstärkte.

## Verkaufserfolg
Die von RCA am 27. Januar 1956 mit der B-Seite I Was the One veröffentlichte Aufnahme war die erste Single Presleys beim neuen Plattenlabel. Bei mehreren Auftritten in der landesweit ausgestrahlten Fernsehshow Tommy and Jimmy Dorsey Stage Show bereits am 28. Januar sowie im Februar 1956 wurde er mit diesem Titel überall in den Vereinigten Staaten bekannt. In der Milton Berle Show präsentierte er den Song am 3. April, und am 21. April 1956 erreichte er Platz eins der Pop-Charts, wo er für acht Wochen blieb. In den Country-Charts hielt er sogar für 17 Wochen Platz eins und in den Rhythm-&-Blues-Charts erreichte er Platz 3.
Mit zwei Millionen Exemplaren entwickelte sich das Stück zur meistverkauften Single des Jahres 1956. In Deutschland erschien die Originalversion des Songs im September 1956 im Vertrieb der Teldec auf dem RCA-Label. 2006 wurde der Titel wiederveröffentlicht und erreichte erneut Platz 1 der Billboard Hot Singles Sales Charts. Insgesamt wurde der mit einem BMI-Award versehene Titel mehr als 47 Mal gecovert.

## Deutsche Coverversionen
Wie in den 1950er Jahren üblich, wurde der Titel für den deutschen Markt zuerst als Coverversion mit deutschem Text veröffentlicht. Am 5. Juli 1956 nahm Ralf Bendix im Electrola-Studio in Köln eine von Nils Nobach produzierte deutsche Version unter dem Titel Hotel zur Einsamkeit auf (Electrola EG 8609; 17-8609). Das Plattenlabel Philips folgte mit einer am 12. September aufgenommenen Fassung von Werner Overheidt (Philips 44 857 H; 344 857 PF). Beide Aufnahmen, deren Arrangements sich deutlich untereinander sowie vom Original unterscheiden, wurden von Adalbert Luczkowski und seinem Orchester begleitet.
Im Dezember 1959 erschien eine Version von Ferry Graf beim österreichischen Plattenlabel Mastertone, begleitet von Will Fantel und den Rocker’s (Mastertone ML 7019). In der Schweiz erschien diese Fassung ebenfalls auf einer EP des Labels Disco Club. In allen Fällen ging es lediglich um deutsche Fassungen, eine Annäherung an den in Deutschland noch weitgehend unbekannten Original-Interpreten war nicht beabsichtigt. Der deutsche Text stammte aus der Feder von Hans Bradtke.

Ralf Bendix: Hotel zur Einsamkeit, Schellackplatte 1956.
Ralf Bendix: Hotel zur Einsamkeit, Single 1956.
Werner Overheidt: Hotel zur Einsamkeit, Schellackplatte 1956.
Werner Overheidt: Hotel zur Einsamkeit, Single 1956.
Ferry Graf: Hotel zur Einsamkeit, Single 1956.
Ferry Graf: Hotel zur Einsamkeit, EP 1956/57.